# دژ واگن

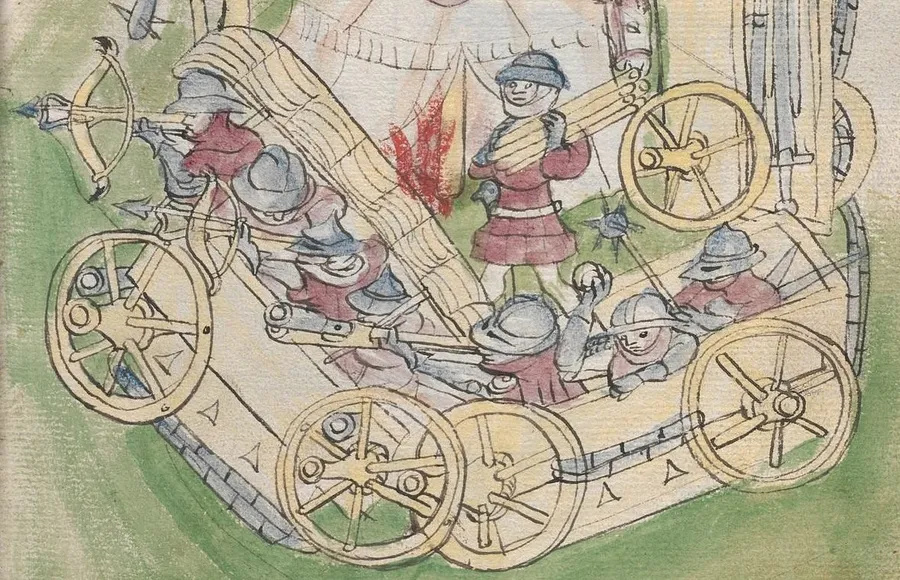
یک واگن هوسی

دژ واگن، سنگر واگنی یا جای اسب و گله، که گاهی در انگلیسی با اصطلاح «گرد واگن آمدن» شناخته می‌شود، استحکامات یا دژی موقت است که به‌طور مربعی، گرد یا اشکال دیگر گرد هم می‌آیند یا محتمل به یکدیگر متصل می‌شوند تا یک اردوگاه نظامی به وجود آوردند. از این استحکامات در زبان آفریکانس و به ویژه در متون تاریخی آفریقایی، به عنوان لارگر، و در میان مردم کازاک به عنوان تابور (برگرفته شده از زبان لهستانی/اوکراینی/روسی) یاد می‌شود.

## بررسی اجمالی

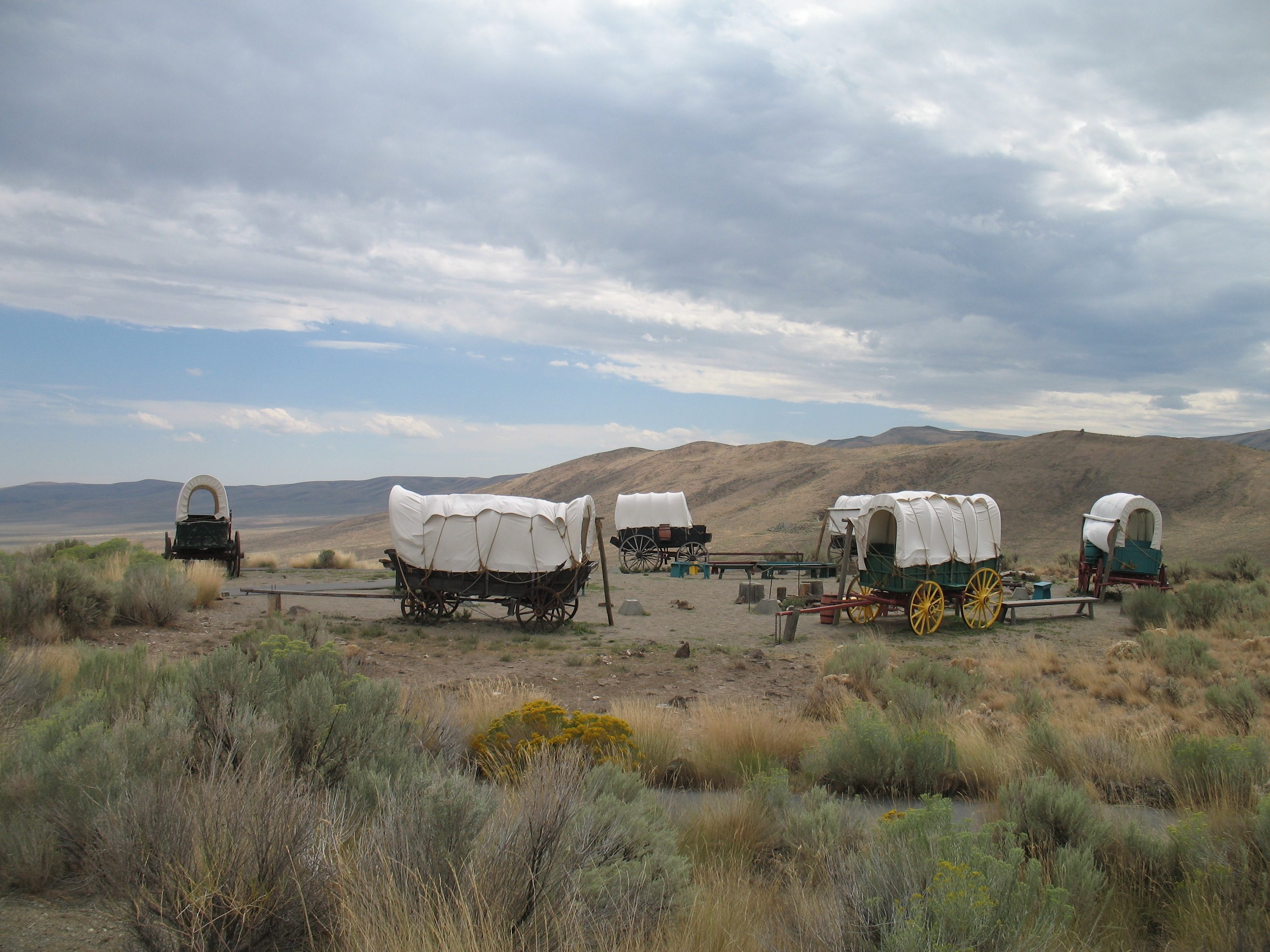
واگن‌هایی که به شکل گرد گرد هم آمده‌اند

آمیانوس مارسلینوس، افسر ارتشی رومی و تاریخ‌دان سدهٔ چهارم میلادی، توضیح می‌دهد که یک ارتش رومی «به کمپ» نزدیک می‌شوند، زمانیکه ارتش روم در حال نزدیک شدن به اردوگاه گوت‌ها بود. تاریخ‌دانان از آن به عنوان یک دژ واگن یاد می‌کنند. نمونه‌های تاریخی قابل توجه در رابطه با نام این استحکامات شامل مورادی چون: مردم هوسی که به آن ووزووا هرادبا ("دیوار واگن")، تحت ترجمهٔ آلمانی آن واگونبورگ (دژ واگن)، تابورس در ارتش مشترک‌المنافع لهستان–لیتوانی و کازاک، و لارگر در زبان مهاجرین در آفریقای جنوبی می‌شود.
شبیه به آن، به تشکیلات دفاعی ارتش ایالات متحده corrals یا جایگاه اسب و گله می‌گویند. از آنها به طور سنتی در سدهٔ نوزده میلادی برای مسافرت مهاجرین آمریکایی در کاروان‌ها با واگن‌های کونستوگا استفاده می‌شد.

## تاریخچه

### چینی
یکی از نخستین ادعاهای مکتوب در مورد استفاده از این سپرهای متحرک متصل به عنوان استحکامات در کتاب ثبت وقایع تاریخی کتاب هان آمده‌است. در سال ۱۱۹ پیش از میلاد، ژنرال نامدار دودمان هان، یعنی وِی چینگ در نبرد موبِی از سری جنگ‌های هان-شیونگ‌نو، ارتش خود را تنها بخاطر پیدا کردن نیروی‌های یژیکسی چانیو برای برای محاصره شیونگ‌نوها از طرفی دیگر، در طی یک لشکرکشی خسته‌کننده به سوی بیابان گبی هدایت می‌کند. با استفاده از واگن‌های سنگین زرهی موسوم بر «وو گنگ واگن» (چینی: 武剛車) در تشکیلاتی حلقه مانند به عنوان استحکامات دفاعی موقت، وی چینگ توانست تا حملات اولین موج از سواره‌نظام‌های شیونگ‌نو را خنثی کند و موفق شد تا با ایجاد بن‌بست، پیش از اجرای عمیلات طوفان شن برای راه اندازی یک ضد حمله که کوچ‌گران را تحت کنترل درمی‌آورد برای احیای نیروی سربازانش زمان بخرد.

### مردم چک و هوسی‌ها

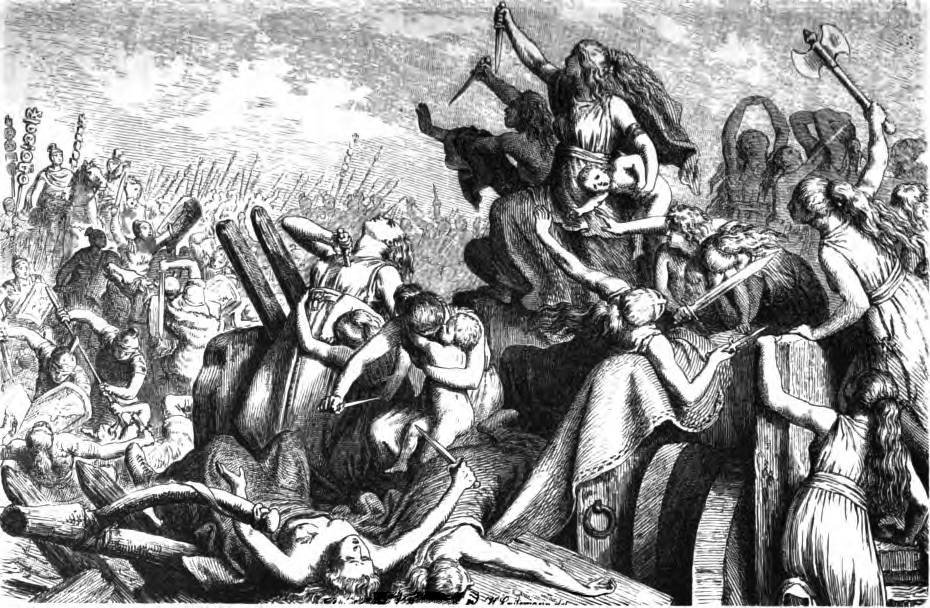
"زنان توتونی در حال دفاع از دژ واگن" (۱۸۸۲) اثر هاینریش لویتمن.

در سده پانزدهم و در طی جنگ‌های هوسی، هوسی‌ها تاکتیک‌های استفاده از تابور یا همان دژ واگن را توسعه دادند و به عنوان استحکامات سیار به کار بردند. مردم چک به آن (vozová hradba) یا دیوار واگن و آلمان‌ها بدان (Wagenburg) یا دژ واگن می‌گفتند. از آنها نخستین بار در نبرد نکمیر به کار رفت. زمانیکه هوسی‌ها با حریفی روبرو شدند که شمارش از آنها بیشتر بود، مردم بوهم به‌طور معمول آرایشی به شکل مربع از واگن‌های زرهی تشکیل دادند و با تشکیلات بدست آمده در برابر حملات دشمن دفاع کردند. تشکیل چنین اردویی نه تنها آسان است، بلکه عملاً در برابر سواره‌نظام دشمن آسیب‌ناپذیر هم هست. واژه تابور احتمالاً از دژ هوسی‌ها و شهر کنونی تابور در جمهوری چک آمده باشد، که خود از کوه تاوور در مرج ابن عامر از کتاب مقدس نشات گرفته‌است (תבורبه عبری).
محتوا یا خدمه هر واگن از ۱۸ تا ۲۱ سرباز تشکیل شده‌است: ۴ تا ۸تیزانداز، ۲ تفنگ‌بدست، ۶ تا ۸ سرباز مجهز با نیزه یا شلاق، ۲ سپردار و ۲ راننده. واگن‌ها معمولاً به شکل مربع گرد هم می‌آیند و درون این مربع‌ها سواره‌نظام‌ها قرار می‌گیرند. در به کارگیری این واگن‌ها می‌بایست دو مرحله اصلی را طی کرد: دفاعی و ضد حمله. بخش دفاعی کوبیدن دشمن به کمک توپخانه بود. توپخانه هوسی‌ها شکلی از هویتزر نخستین بود که در زبان چکی به آن houfnice می‌گفتند که از howitzer انگلیسی می‌آید. همچنان آنها به تفنگ‌هایشان پیشتالا (píšťala) می‌گفتند. این نشانگر این است که این تفنگ‌ها اغلب به شکل پیپ بوده‌اند و یحتمل پیستول (pistol) انگلیسی از آن نشات گرفته‌است. زمانیکه دشمنان به دژ واگن‌ها نزدیک می‌شدند، تیراندازان و تفنگ‌بدستان از واگن بیرون آمده و در فاصله‌ای نزدیک با دشمن، تلفات بسیاری بر جای می‌گذاشتند. حتی درون واگن‌ها کیسه‌هایی پر از سنگ با خود حمل می‌کردند تا زمانیکه مهمات تیراندازان به پایان رسید آنها را به سوی دشمن پرت کنند. معمولاً پس از یک چنین سدبندی، دشمن روحیه خود را از دست می‌داد. ارتش مجاهدین یا صلیبیونی که مخالف هوسی‌ها بودند معمولاً از شوالیه‌های سنگین‌زره تشکیل می‌شد، و تاکتیک هوسی‌ها این بود که اسب این شوالیه‌ها را ناقص (فلج) بکنند تا بتوان شوالیهٔ پیاده (و آهسته) را با سربازان کوتاه برد آسان‌تر مورد هدف قرار داد. زمانیکه فرمانده صلاح دید، مرحلهٔ دوم نبرد آغاز می‌شد و مردانی با شمشیر، گرز و شخم بیرون آمده و به دشمن خسته شده حمله‌ور می‌شدند. سپس پیاده‌نظام‌ها به همراه سواره‌نظام‌ها از درون حصار واگن‌ها بیرون آمده و حمله می‌کردند. در این نقطه، دشمن تقریباً به‌طور کامل یا نزدیک به صد در صد از میان می‌رفت.
در آینده، در سال ۱۴۷۲، این واگن‌ها توسط ارتش مجاهدین صلیبی آلمانی ضدهوسی در نبرد تاچوو علیه خود هوسی‌ها به کار رفت؛ اما به دلیل ناآشنایی و نداشتن تجربه کار با آنها شکست خوردند. واگن‌های هوسی سرانجام در نبرد لیپانی (۱۴۳۴) به پایان خود رسید، به طوری که هوسی‌های جناح اوتراکوئیست، جناح تابوریتیان را در بالای تپه‌ای درون دژ واگن‌های خود کرده و بعد بدان حمله کرده و سپس عقب‌نشینی کردند. بعدها اوتراکوئیست‌ها با کلیسای کاتولیک مجدداً متحد شدند و اینگونه تأثیر دژ واگن بر تاریخ چک پایان یافت. نخستین پیروزی بر دژ واگن‌ها در نبرد تاچوو نشان داد بهترین راه برای شکست دادن آن این است که در وهله نخست از ساخته شدن آن جلوگیری کرد، یا مردان درون واگن‌ها را با یک عقب‌نشینی ظاهری از آن خارج کرد و بدینسان دژ واگن‌ها مزیت اصلی خود را از دست می‌دهند. تأثیر دژ واگن‌ها بر تاریخ چک از میان می‌رود، اما چک‌ها همچنان این واگن‌ها را در اختلافات متعاقبشان به کار بردند. پس از جنگ هوسی‌ها، قدرت‌های خارجی مانند پادشاهی مجارستان و مشترک‌المنافع لهستان–لیتوانی که با نیروهای ویرانگر هوسی‌ها مقابله کرده بودند، هزاران مزدور چکی در ارتش خود استخدام کردند (مانند ارتش سیاه مجارستان). در نبرد وارنا در سال ۱۴۴۴، گفته شده بود که ۶۰۰ تفنگ‌بدست بوهمیایی (مردانی با نخستین اسلحه‌های شانه‌ای) از یک استحکامات واگنی دفاع کردند. آلمان‌ها نیز از این واگن‌ها به قصد استحکامات استفاده کردند؛ هرچند مصالحی که آلمان‌ها به کار برده‌بودند از مصالح هوسی‌ها ارزان‌تر و کم کیفیت‌تر بود و آنها واگن‌های مختلفی برای پیاده‌نظام و توپخانه داشتند. روس‌ها نیز در سده شانزدهم نوعی از این دژهای متحرک که به آن Gulyay-gorod به معنای شهر پیاده‌رو می‌گفتند به کار می‌بردند.
استفاده مشابه دیگری از این شیوه رزمی را می‌توان در میدان‌های پیاده‌نظام آرتور ولزلی (اولین دوک ولینگتون) در نبرد واترلو در لارگرهای آفریقای جنوبی دید. دژ واگن‌ها به شکل مربع‌هایی شکل می‌گیرند که یکدیگر را پشتیبانی کنند. زمانیکه دشمن از میان دو دژ حمله کرد، تیراندازان در هر دو سو از این موقعیت بهره جسته و بخش بزرگی از نیروهای دشمن را می‌کشتند.

## انواع

### لارگر

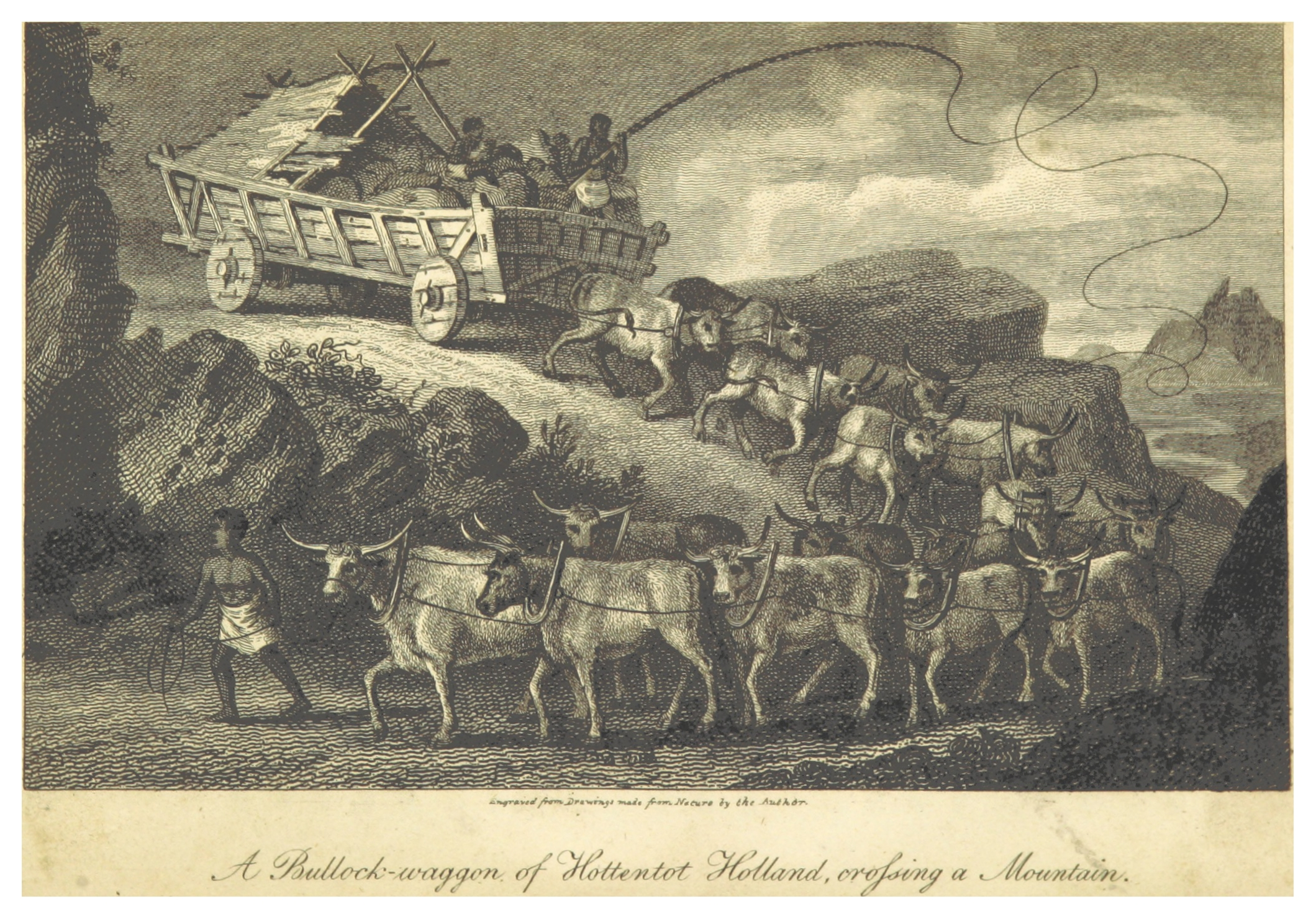
تصویری خیالی از سفر بزرگ

واژه انگلیسی لارگر (laager) از واژه منسوخ‌شدهٔ آفریکانسی لارگر (امروزه لائِر) می‌آید که خود از واژه آلمانی لارگر به معنای اردوگاخه یا لانه نشات گرفته‌است و لِجِر هلندی که لیگر انگلیسی (leaguer) به معنای اردوگاه یا خیمه‌گاه از آن آمده‌است. این واژه به ساختار دفاعی باستانی اشاره دارد که جهانگردان در موقعیت‌های خطرناک استفاده می‌کردند و گاو و اسب را در داخل آن قرار می‌دادند تا از خود در برابر مهاجمان یا حیوانات شب‌زی محافظت کنند. لارگرها به‌طور گسترده توسط مسافرین سفر بزرگ موسوم به وورتکرها در ۱۸۳۰ مورد استفاده قرار می‌گرفتند. لارگر در ۱۶ دسامبر ۱۸۳۸ مورد آزمایش نهایی قرار گرفت و بدینوسیله نیرویی بالغ بر ۱۵٬۰۰۰–۱۰٬۰۰۰ جنگجوی زولویی محاصره انجام دادند و تقریباً توسط ۴۶۰ وورتکر در نبرد رودخانه خون که به درستی‌هم نامگذاری شده‌است شکست خوردند. در سده نوزده در آمریکا، پیشگامانی که در صورت حمله «گرد واگن می‌آمدند»، از همین رویکرد استفاده می‌کردند.
لیگر در ارتش بریتانیا برای اردوگاه‌های موقت شبانه ساخته شده توسط سازنده‌های زرهی استفاده می‌شد.

### تابور

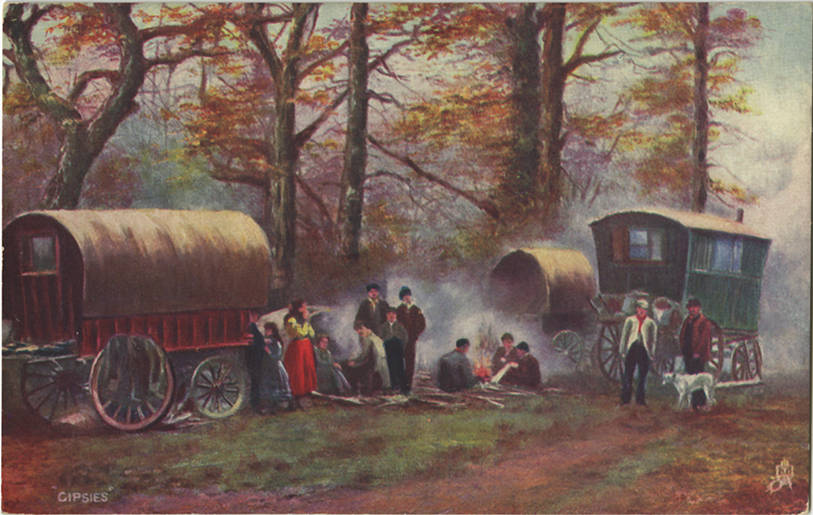
کارت پستی روغنی که نمایی از اردوی کولی‌ها را به تصویر می‌کشد.

تابور یک کاروان یا اردوگاهیست که واگن‌های آن توسط اسب‌ها کشیده می‌شود. تابورها در میان سده‌های سیزدهم و بیستم میلادی از ارتش‌های اروپایی پشتیبانی می‌کردند. این تابورها معمولاً تدارکات یا واحدهای پشتی مانند آشپزخانه صحرایی، اسلحه‌دارباشی یا کفاشان را با خود جابه‌جا می‌کردند.
این شیوه رزمی بعدها توسط ارتش‌های مختلف اروپای مرکزی از جمله ارتش مشترک‌المنافع لهستان–لیتوانی به کار گرفته شد. در سده‌های شانزده و هفدهم، این شیوهٔ رزمی همچنین توسط کازاک‌ها برای نگهبانی از نیروهای در حال حرکت مورد استفاده قرار گرفت.

## برای مطالعهٔ بیشتر
- Michno, Gregory; Michno, Susan (2008-11-24). Circle the Wagons!: Attacks on Wagon Trains in History and Hollywood Films. McFarland. ISBN 978-0-7864-3997-3.

## همچنان ببینید
- Gulyay-gorod, Russian pre-fabricated mobile wooden fortification